# Yap (Insel)
Yap ist die Hauptinsel der Yap-Inseln, einer kleinen Inselgruppe der Karolinen im Westpazifik. Diese ist ca. 1250 km von Neuguinea und 820 km von Guam entfernt. Politisch gehört die Insel zu den Föderierten Staaten von Mikronesien.
Die im Südwesten der Yap-Inseln gelegene Insel Yap ist etwa 18 km lang und maximal 5 km breit. Die Insel ist unterteilt in die Gemeinden (municipalities) Fanif, Weloy, Dalipebinaw, Rull, Kanifay und Gilman (von Norden nach Süden), in denen insgesamt 4598 Einwohner leben (Stand 2010). Darüber hinaus befindet sich im Nordosten der Insel Yap das zu der auf Gagil-Tomil liegenden Gemeinde Tomil gehörende Dorf Gargey.
An der Ostküste der Insel, auf dem Gebiet der Gemeinden Weloy und Rull, liegt Colonia, die Hauptstadt des mikronesischen Bundesstaats Yap. Dieser bildet mit drei weiteren Inselregionen die unabhängige Inselnation der Föderierten Staaten von Mikronesien.
Auf der Insel Yap befindet sich der Yap International Airport (IATA: YAP, ICAO: PTYA, 1829 Meter).

## Geschichte
Am 15. November 1625 erreichte der niederländische Vizeadmiral Geen Huygen Schapenham mit der Nassauischen Flotte (niederländisch Nassausche vloot), die von 1623 bis 1626 die Welt umrundete, die Insel Yap und kann somit europäischerseits als ihr Entdecker gelten.
Vor Yap versenkte sich am 7. Oktober 1914 das deutsche Vermessungsschiff SMS Planet selbst.
Yap ist kulturhistorisch bekannt durch das Steingeld (Rai), das sind große steinerne Räder, die in Palau hergestellt wurden und in Yap als Zahlungsmittel sowie Zeichen des Reichtums präsentiert wurden. Auch heute noch sind die historischen Steingeldbanken von Rum, Macay oder Gachpar zu besichtigen.
Touristisch bietet Yap vor allem für Taucher und Schnorchler besonders gute Möglichkeiten, eine an Mantas reiche Unterwasserwelt zu erkunden.
In Yap lassen sich weiterhin viele Erinnerungsorte an den Pazifikkrieg finden, an denen Kriegsgerät wie Flugzeugwracks oder Flak-Geschütze zu sehen sind.
Historisch interessant sind auch die als „German Towers“ bezeichneten ehemaligen Fernmeldetürme der deutschen Kolonialmacht.

## Galerie

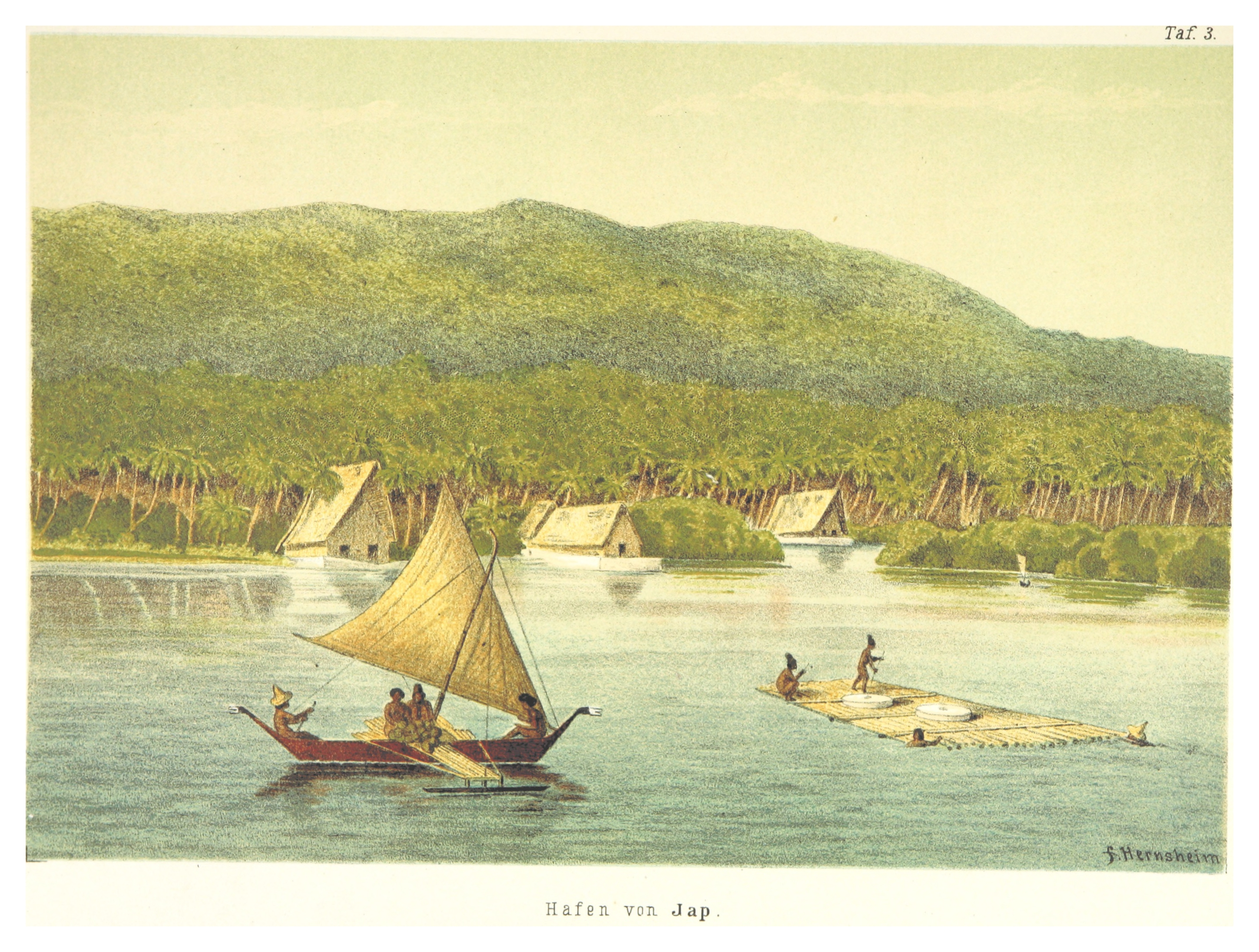
Fischer in der Hafenbucht von Yap (um 1880)
Bucht mit Eingeborenenhaus auf der Insel Yap, historische Aufnahme von 1910
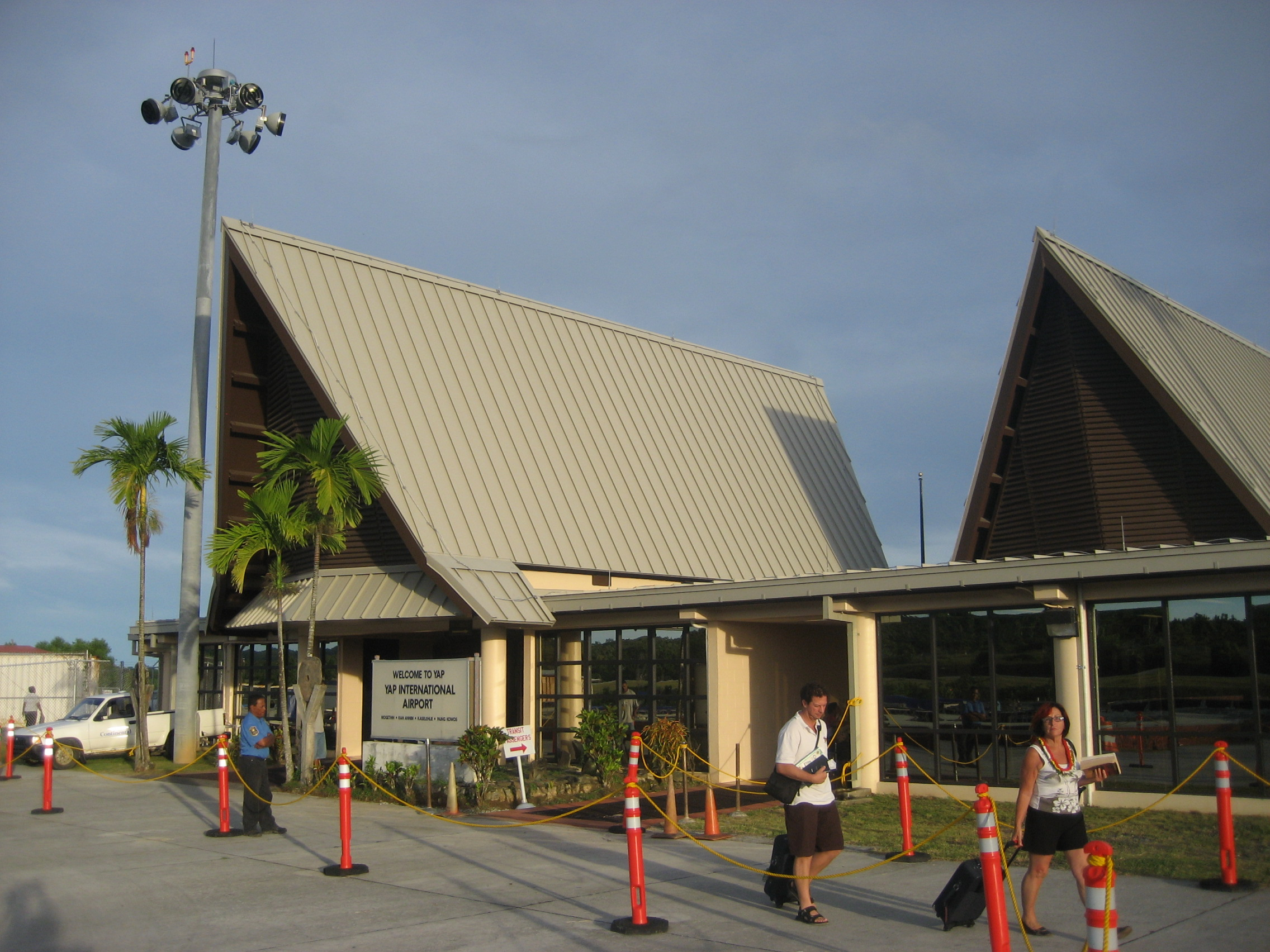
Flughafen auf Yap 2008
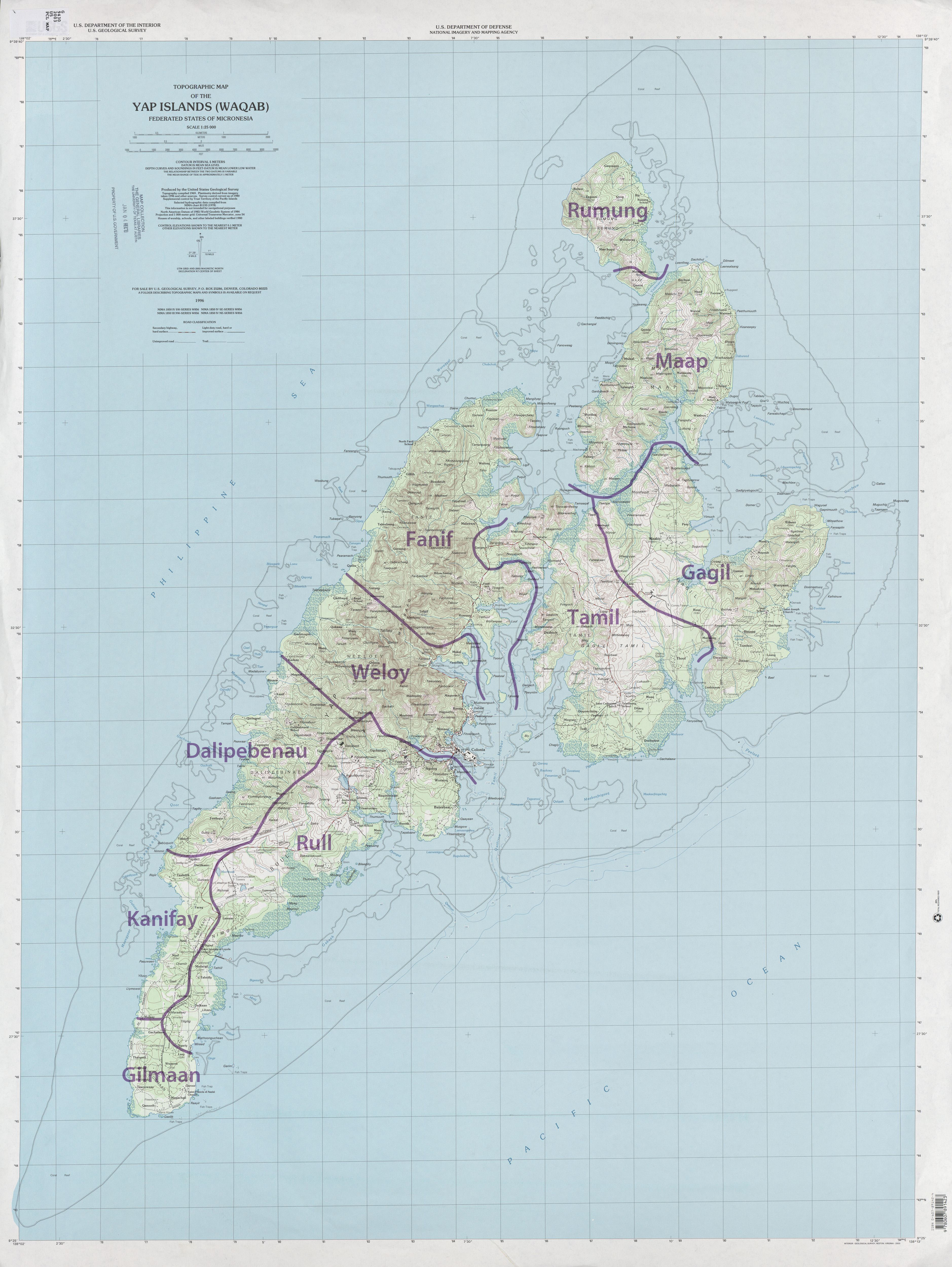
Detailkarte der Yap-Inseln